# Радинешти (Горж)
Радинешти (рум. Rădinești) насеље је у Румунији у округу Горж у општини Данчулешти. Oпштина се налази на надморској висини од 289 m.

## Становништво
Према подацима из 2002. године у насељу је живело 498 становника, од којих су сви румунске националности.